# Dagome iudex
Dagome iudex je eden najzgodnejših zgodovinskih dokumentov, povezan s Poljsko. Četudi Poljska ni omenjena po imenu, se dokument nanaša na Dagome in Ote (Mješko I. in njegova žena Oda Haldenslebenska) ter njuna sinova leta 991. Njuna dežela, imenovana "Civitas Schinesghe", je z dokumentom postavljena pod zaščito Apostolskega sedeža. Ime dokumenta izhaja iz začetnih besed. 

## Zgodovina
Dagome iudex je ohranjen v povzetku, dokončanem okoli leta 1080. Najden je bil v registru, ki ga je sestavil kurijski kardinal v času papeževanja Gregorja VII. 
Večina zgodovinarjev meni, da je beseda Dagome sestavljena iz dveh imen: krščanskega Dago za Dagobert (Mješkovo hipotetično krstno ime) in me za pogansko Mješko. Latinska beseda iudex (sodnik) bi lahko pomenila kneza. Druga razlaga je, da je Dagome iudex popačen izraz Ego Mesco dux (Jaz, knez Mješko). V vatikanski kopiji je vatikanski prepisovalec iudex prebral dobesedno in ga povezal s Sardinijo in njenimi štirimi sodniki. 
Krajevna imena so v povzetku zapisana napačno, ker pisec očitno ni vedel, da se dokument nanaša na ozemlje, pozneje imenovano Poljska. 
Meje države Gniezno naj bi segale do Dolgega morja (Baltsko morje), Prusije, Rusije, Krakova, Moravske in reke Odre. Malopoljska je v dokument  vključena z omembo glavnega mesta Krakova (craccoa). Poravnana meja med Alemuro (verjetno Olomuc) in Zgornjo Lužico v Milceni (terra mileze)[a] bi lahko vključevala tudi Šlezijo. 
Zdi se, da je izraz ciuitas schinesghe sopomenka za Velikopoljsko.  Opis meje bi bil bolj logičen, če bi schenisghe pomenil mesto Szczecin. Od ostalih pokrajin in krajev na Mješkovem ozemlju sta omenjena le Krakov in Lužica, oba brez določenih meja. Z besedo fines so označene regije zunaj Mješkove oblasti: pruzze (Prusija) in russe (Rutenija). 
Dagome iudex je ključnega pomena za poljsko zgodovino, saj je na splošno opisal meje bodoče poljske države v tem obdobju. Veliko vprašanj je še vedno neodgovorjenih. V dokumentu ni pojasnila, zakaj je Mješko I. dal svojo državo pod papeževo zaščito. Prav tako ni jasno, zakaj dokument ne omenja Mješkovega najstarejšega sina Boleslava I. Hrabrega. Namesto njega so omenjeni njegovi sinovi z drugo ženo Odo. In ne nazadnje, Mješko I. ni kot Dagome omenjen v nobenem drugem dokumentu. 
Zgodovinarji domnevajo, da bi Boleslavovo odsotnost na listini lahko pojasnili s starim običajem, po katerem so otroci prejeli dediščino takoj, ko so postali polnoletni. Tako je Boleslav Hrabri morda prejel Krakov kot del očetove zapuščine preden je bil napisan Dagome iudex.

## Besedilo
- V latinščini:

Item in alio tomo sub Iohanne XV papa Dagome iudex et Ote senatrix et filii eorum: Misicam et Lambertus - nescio cuius gentis homines, puto autem Sardos fuisse, quoniam ipsi a IIII iudicibus reguntur - leguntur beato Petro contulisse unam civitatem in integro, que vocatur Schinesghe, cum omnibus suis pertinentiis infra hos affines, sicuti incipit a primo latere longum mare, fine Bruzze usque in locum, qui dicitur Russe et fines Russe extendente usque in Craccoa et ab ipsa Craccoa usque ad flumen Oddere recte in locum, qui dicitur Alemure, et ab ipsa Alemura usque in terram Milze recte intra Oddere et exinde ducente iuxta flumen Oddera usque in predictam civitatem Schinesghe.
- V prevodu:

Tudi v drugem zvezku iz časov papeža Janeza XV., Dagome,[b] gospod,[c]  in Ote, gospa,[d]  ter njuna sinova Misico in Lambert[e] (ne vem, katerega naroda so ti ljudje, vendar mislim, da so Sardinci, kajti tistim vladajo štirje sodniki[f]), naj bi dali svetemu Petru eno celotno državo, ki se imenuje Schinesghe,[g] z vsemi njenimi deželami v mejah, ki potekajo vzdolž Dolgega morja,[h] po Prusiji do kraja, imenovanega Rus, od tod do Krakova in od omenjenega Krakova do reke Odre, naravnost do kraja, imenovanega Alemure,[i] in iz omenjenega Alemureja v deželo Milčanov in od mej tega ljudstva do Odre in od tam naprej vzdolž reke Odre, ki se konča pri prej omenjenem mestu Schinesghe.